# Mikulin AM-34
Il Mikulin AM-34, citato anche come M-34, era un motore aeronautico 12 cilindri a V di 60° raffreddato a liquido  progettato dall'OKB 34 diretto da Aleksandr Aleksandrovič Mikulin e sviluppato in Unione Sovietica negli anni trenta.
Fu il primo motore di produzione di massa dotato di raffreddamento a liquido progettato e costruito in Unione Sovietica.

## Storia
Il governo sovietico espresse l'esigenza di dotarsi di un nuovo motore più moderno e potente da utilizzare nella propria produzione di velivoli. Negli anni trenta emise un'apposita specifica ed incaricando l'OKB 34 dello sviluppo.
Aleksandr Aleksandrovič Mikulin ed il gruppo di ingegneri che dirigeva progettò un motore dall'architettura 12 cilindri a V di 60° dotato di impianto di raffreddamento a liquido. Nel 1932 era pronto il prototipo, che assunse la designazione ufficiale M-34, dal quale venne sviluppata la prima versione definitiva ed aggiornata, la AM-34 che verrà avviata alla produzione in serie nel settembre 1934.
Dall'originale AM-34 venne sviluppata una nuova versione più potente, la AM-34FRN, accoppiando il motore originale ad un compressore centrifugo a singolo stadio e che, a causa della maggiore potenza erogabile, richiese un irrigidimento della struttura e la riprogettazione di molte componenti, tra i quali il sistema di lubrificazione. Disponibile in due sottoversioni in base al sistema di alimentazione, sul AM-34FRNA basato su due carburatori e sul AM-34FRNB basato su quattro.
Verrà anche introdotto un nuovo aggiornamento portando l'originale cilindrata di 45,82 L alla maggior cubatura di 46,66 L.
Dall'AM-34 verrà sviluppata una serie di motori caratterizzati dalla stessa architettura a V di 60° tra i quali il direttamente successivo AM-35 e, negli anni quaranta, l'AM-38 uno dei più importanti motori aeronautici utilizzati dalla Sovetskie Voenno-vozdušnye sily, l'aeronautica sovietica, nel periodo della seconda guerra mondiale.

## Versioni
(versioni principali)
AM-34
prima versione aspirata realizzata in serie capace di sviluppare una potenza pari a 835 CV (615 kW) a 1 850 giri/min al decollo e 760 CV (540 kW) a 1 760 giri/min a velocità di crociera. Nella produzione finale l'originale cilindrata di 45,82 L verrà aumentata a 46,66 L.
AM-34FRN
ulteriore sviluppo capace di erogare una potenza di circa 1 200 CV a 1 850 giri/min.
AM-34N
versione dotata di compressore centrifugo.

## Apparecchi utilizzatori
Unione Sovietica
- Beriev MBR-2bis
- Bolkhovitinov DB-A
- Kalinin K-13
- Polikarpov R-5
- Polikarpov R-Z
- Tupolev TB-3
- Tupolev ANT-16
- Tupolev ANT-20
- Tupolev ANT-21bis
- Tupolev ANT-22
- Tupolev ANT-25
- Tupolev TB-7

## Esemplari attualmente esistenti
- Un esemplare di M-34 è conservato presso il museo dell'aviazione polacca (polacco Muzeum Lotnictwa Polskiego w Krakowie) situato a Cracovia, in Polonia.[3]